# カルテット (アーケードゲーム)
『QUARTET』（カルテット）は、1986年よりアーケードゲームとして稼働を開始した、セガ・エンタープライゼス（現・セガ）のアクションゲーム。アーケード版は、4人同時プレイが可能なアップライト筐体（URC）版と、2人まで同時プレイ可能なテーブル筐体版の「カルテット2」の2機種がラインナップされている。システム基板は「SYSTEM16」。

## 概説
プレイヤーは横スクロールのサイドビューのステージを、8方向ジョイスティックとショット・ジャンプの2つのボタンで操作する。全32ステージ。
URC版が最初にリリースされ、当時としては珍しかった4人同時プレイ、そして林克洋の手がけたハイクォリティなBGMが話題を呼んだ。このURC版は高価で導入スペースも広めに要求されたため、後にテーブル筐体用にカスタマイズされた2人プレイ版「カルテット2」がリリース。日本ではこちらのほうが多く出回ったようである。
URC版のコントロールパネルは1P～4Pエリアがそれぞれ色分けされ、各色で使用できるキャラクターが振り分け・固定されており、プレイしたいキャラクターのコイン投入口にクレジットを入れてプレイする仕様である。テーブル筐体版ではゲーム開始時の選択画面で使用するキャラクターを選択する。
前年にアタリの発売した『ガントレット』が「専用アップライト筐体を使用」「使用武器や特徴の異なる4色のキャラクターによる同時プレイ」「体力制のシューティングゲーム」「出口を抜けることで次ステージへ進めるゲームシステム」など、本作との共通点が多く、何かと比較の対象にされるゲームでもあった。

## プレイ内容
横スクロールで高低差・重力のあるサイドビューステージを左右に進み、ステージを護るボスを撃破して鍵を入手し、出口にたどり着くとステージクリアとなる。面によってはボスのいる位置と出口が正反対の場所にあるケースも存在する。
ステージは5つのシーン（宇宙、地下洞窟、基地、パイプ、神殿）に分かれ、面により固定されている。道中には背景のドアから出現する雑魚敵の他、上下移動用の梯子、捕まって左右に移動する移動用のパイプ、踏み込むとダメージを受ける箇所、閉まったり開いたりする扉、匍匐前進しないと通れない狭い通路が存在する。
各プレイヤーにはPOWという体力値が設定されており、時間経過で10ずつ減っていくほか、敵や敵の弾に接触すると転倒して大きく減少する（起き上がり後は一定時間無敵）。さらにトラップ箇所に入り込んだ場合も脱出するまで減少し続ける。ダメージを受けることで0になると画面上部からやってくる2人の天使に画面上部に連れ出されゲームオーバーになる。ただし、時間経過の減少で0になった場合は、時間経過以外のダメージを受けるまでゲームオーバーにはならない。
標準設定では1000POWから開始であるが、店舗側のディップスイッチ設定によっては500POW、2000POW、9000POWから開始する。敵から受けるダメージもディップスイッチ設定により0.5倍、1倍、2倍、3倍になる。URC版のみ、各プレイヤーごとにコイン投入口があり、ゲーム途中にコインを投入すると即座にPOWが増える設定がある。この設定がオンの場合、ゲーム開始前に投入したコインはゲーム開始時にすべてPOWに変換する形で消費される（最大9000POWでそれ以上のコイン投入分は切り捨てられる）。この設定をオフにした場合やカルテット2では、投入したコインはPOWにならず常にクレジットとしてカウントされ、ゲームスタートとゲームオーバー後のコンティニューのみに使用する。
道中には各種パワーアップアイテムと得点アイテムがあり、これらを取ることでショットパワーが上昇したり、能力値が一時的に高くなったり、POWが回復したり、得点が大きく加算されるフィーチャーがある。ただし鍵及び一部のパワーアップアイテム（主に能力値を上昇させるもの）は、取得中に敵からダメージを受けると全て放出してしまう。その場合は再度取らなくてはならないばかりか、2人プレイ以上の場合は他のプレイヤーが取って自分のものにしてしまうことができる。各ステージの制限時間はないが、同じステージに長時間いると死神が出現して永久パターンを防止する。
ステージクリア後にはプレゼンテーションセレモニー（表彰式）としてプレイヤーの評価が行われ、各キャラ毎に得点とPOW値が加算される。なお、2人以上でプレイした場合、以下の内容によって順位付けが行われ得点とPOW値の加算量に差が出る（その際のキャラ画像も順位によって笑ったり泣いたりする）。
- ボスにダメージを与える
- ボスを撃破する
- 先に出口より脱出する

特に4人プレイの場合は1位と4位でPOW加算量に150もの開きがあるため、如何にしてボスを撃破した後鍵を取って先に出口から脱出するか、鍵を取られたら出口に到着する前に如何にして鍵を奪うか（＝鍵を持つプレイヤーがダメージを受けるか）という駆け引きも本ゲームの魅力の一つであった。
また、4人同時プレイしている時のみ、最後にドアに到達したキャラクターが様々なセリフを喋る。
このゲームには「ドアの法則」という、ドアから出てきた敵を全滅させない限り、同じドアからは再度敵が出てこないという独特のシステムがある。このシステムを上手く利用して画面上の敵の数をコントロールする事が、ダメージを受けずにゲームを長時間プレイするポイントとなる。
ステージ数は全32ステージで、ステージ32をクリアしてもエンディングはなくステージ1に戻る。周回数による難易度アップもないため、敵との接触を避ければ1コインで最高得点の99,999,999点に達するのも十分可能であった。

## ストーリー
西暦2086年、地球人は過密な地球を離れて銀河系に進出しており、惑星や宇宙空間に浮かぶコロニーに住んでいた。ある日、その一つ小国家「テラ」のスペースコロニー「ゼロ6」が宇宙海賊に襲われる。名誉と報酬を目的にしたその道のプロ4人が集まる私設救護隊「カルテット」は「テラ」の要請を受け、スペースコロニー「ゼロ6」に向かう。個々のブロックに分かれたコロニー「ゼロ6」には、ボスが待ち構えており、「カルテット」はボスを倒して「カギ」を奪い取っていく。

## 登場キャラクター
銀河救護隊は以下の4名で構成されており、敵からは「四銃士（カルテット）」と呼ばれている。
アップライト筐体版はコントローラの部分が各キャラの色で分けられているため、視覚的にキャラを選択しやすい設計となっている。
各キャラクターは、ショットパワーアップを取ることで、その場でショットがパワーアップし最高4段階まで上がるが、その後に再度ショットパワーアップを取ると1段階目に戻ってしまうので注意が必要である。また、バウンドしながら出現するアイテムは、ショットで自分のキャラクターカラーに合わせて取る必要があり、色違いで取った場合はボーナス点となる。
リー(LEE)
- キャラクターカラー：青
- 利用武器：ワイドビームガン
- 武器パワーアップ
  - 半月型ワイドビーム／範囲小・距離制限有→範囲小・距離制限無→範囲中・距離制限無→くの字型ワイドビーム・範囲大・距離制限無

- プロフィール
  - 銀河救護隊の中で一番の戦闘家。口ひげを生やした中年の男性で、俊敏な動きが特徴で他のプレイヤーに比べ移動スピードが速い。所持しているワイドビームガンは攻撃範囲が広いうえ、かなりの連射が効く。その反面、ショットスピードは遅く、さらにはオブジェクトを貫通しない。なお、このキャラのみ匍匐前進中のショット範囲が変化する（範囲中以上の場合範囲小のショットになる）

- タイプ：範囲制圧型

ジョー(JOE)
- キャラクターカラー：黄
- 利用武器：スピードガン
- 武器パワーアップ
  - シングルショット／弾数1・距離制限有→弾数1・距離制限無→ダブルショット／弾数2・距離制限無→トリプルショット／弾数3・距離制限無

- 武器パワーアップ
- プロフィール
  - 銀河救護隊のメンバーの最年少。能力は平均的だがショットスピードはキャラ中最高。所持しているスピードガンはショットスピード及び連射力、貫通力に長ける。その他の能力も特に欠点が無いため、最も有利なキャラクターとなる。

- タイプ：手数圧倒型

マリ(MARY)
- キャラクターカラー：赤
- 利用武器：パワーバズーカ
- 武器パワーアップ
  - ジグザグショット／弾数3・距離制限有→弾数3・距離制限無→ビームバズーカ／丸形・距離制限無・敵貫通→ビームバズーカ／長方形・距離制限無・敵貫通

- プロフィール
  - 銀河救護隊唯一の女性メンバー。露出度高め・太股全開のショートパンツ衣装で当時のキャラ人気は高い方だった。可愛い容姿とは裏腹に両親を宇宙海賊に殺されたという凄惨な過去を持つ。キャラの中でショットパワーは最高であり、大概の敵を一撃で破壊できるほど。パワーアップ次第では雑魚敵を貫通するショットが撃て、ボスも短時間で撃破できる。ただし、女性というキャラを演出する為か防御力は最低クラス。移動スピードや攻撃範囲、ショットスピードもそれほど高い方ではない為、実は上級者向けキャラである。

- タイプ：短期強襲型

エドガー(EDGER)
- キャラクターカラー：緑
- 利用武器：ミラクルガン
- 武器パワーアップ
  - ダウンショット／弾数1・連射可能・放物線距離→3WAYショット／弾数3・連射不可・距離制限有・壁貫通→弾数3・連射不可・距離制限無・壁貫通→火炎放射器／距離制限有・直線連続集中ダメージ可

- プロフィール
  - 銀河救護隊のリーダー格。スキンヘッドでバイザーをかけた長身・筋肉質の黒人男性。冷静な判断力と決断力を有する。キャラ中ジャンプ力と防御力は高い方である。所持しているミラクルガンは他の3人と違い、パワーアップすると武器そのものの内容が変化する仕様である。そのためショットパワーやショットスピードは他の3人比べると高くはない。但し唯一壁を貫通するショットや火炎放射器のような連続集中ダメージを与える武器を所持しており、3種類の武器を場面に応じて使い分けるというややテクニカルなキャラではあるが、防御力とジャンプ力が高いため初心者から上級者までオールラウンドで使用出来る。

- タイプ：臨機応変型

## アイテム
ステージ中には以下のアイテムが置いてあり、取るとパワーアップしたり得点になる。
スコアアイテムとショットパワーアップアイテムを除き、基本的に黄色の色合いとなっている。
基本的に取ってはならないアイテムは存在しないが、唯一ショットパワーアイテムのみ、4段階目に取ると1段階目にパワーダウンしてしまう。
(※)はダメージを受けると落としてしまうアイテム。
- パワーアップアイテム
  - SPEED UP(※)：羽の生えた靴で、取ると移動速度がアップする。
  - JUMP HIGH(※)：スプリング状のアイテムで、取るとジャンプ力がアップする。
  - SHIELD： "S" と刻まれた六角形のアイテムで、取ると点滅して約15～30秒ほど無敵になる。
  - JET ENGINE(※)：背中に背負うブースターで、取ると8方向への空中移動が可能となる。但し、この状態でジャンプ及び匍匐前進は出来ない。
  - SHOOT POWER-UP（移動）：定期的に出現して画面中を跳ね回る色つきのボールで、色に対応するプレイヤーが取るとショットパワーがアップ、その他のメンバーは1,000ptsの得点となる。ショットを打ち込むと色が変わるため、自分の色に合わせてパワーアップしたり他のプレイヤーに合わせることも可能。ただし4段階目で同じ色を取るとパワーダウンしてしまうため、時にはプレイヤー同士で揉める原因にもなる。
  - SHOOT POWER-UP（固定）：4色に分かれた青い丸で、他のアイテム同様固定で設置しており、誰が取っても1段階ショットがパワーアップする。移動に比べると出現頻度は少なめ。もちろん4段階目で取ると1段階目にショットがパワーダウンしてしまう。
  - STOP ENEMIES：四角いアナログ時計で、取ると一定時間（10秒程度）敵の動きが止まる。ボスには無効。また、無敵ではないので停止している敵に触れると通常通りダメージを受ける。
  - DESTROY ENEMIES：ポーションのような瓶の形をしており、取ると画面中の敵が全滅する。ボスには無効。
  - SCORE DOUBLE： "×2" とそのままの文字をしており、取るとステージクリア、もしくはゲームオーバーまで得点が2倍になる。
- スコアアイテム
  - 首飾り：1,000pts
  - ルビー：2,000pts
  - ダイア：3,000pts
  - 水晶 ：5,000pts
  - MYSTERY POINTS：丸の中で数字が1→5→10→20→100→1…と変化して、取得した際の数字×100ptsが加算。
- POW回復アイテム
  - +100 POWER：三角形でPOWが100回復
  - +200 POWER：六芒星の形でPOWが200回復
- その他
  - MYSTERY：リンゴの形をしており、スコアアイテムを4つを取ると次のステージで出現。ステージクリア後のボーナス倍率が、通常よりさらに+1される。

## BGM
カルテットで使用されているBGMには元々曲名がなく『セガ・ゲーム・ミュージック VOL.2』では「ROUND1～2」など、ステージ数がそのまま曲名になっていたが、『SDI & カルテット ～SEGA SYSTEM 16 COLLECTION～ オリジナルサウンドトラック』の発売に合わせて正式な曲名が付けられた。
- Miami Samba Machine: ゲーム開始時のカルテットがボスを追ってコロニーに突入するときの曲。
- Quartet Theme（Round 1～2）: タイトル通りカルテットのテーマ曲で、アニメのオープニングソングのような王道的な曲。疑似リバーブを使用した美しいメロディラインで特に人気が高い。かつて『月刊Beep』にてゲームBGMの歌詞の公募企画があり、この曲の歌詞が最優秀賞に選ばれた。ちなみにイントロのコーラスは7重和音。2010年以降、初音ミクによる楽曲「多重未来のカルテット-Quartet Theme-」が誕生し、同キャラクターを用いた音楽ゲーム「初音ミク-Project DIVA-」に収録された。また、タイトーの「GROOVE COASTER」とのコラボレーション楽曲としてZUNTATAによるアレンジ版が「GROOVE COASTER」「maimai」に同時収録された。
- FM Funk（Round 3～4）: 林克洋の得意とする、チョッパーベースの効いたファンク調の曲。
- sky（Round 5～6）： 不協和音とコードバッキングを多用した、先鋭的な雰囲気を持つ張りのある曲。
- OKI RAP（Round 10）： ADPCMによるサンプリングを多用したラップ曲。「セガ」をあしらった「セ・セ・セ・セ・セーガ、セッ・セ・セ・セ・セーガ」のラップが特徴的。
- Stage Clear： プレゼンテーションセレモニー時のBGMで、ファンファーレ色の強いアイキャッチ的な曲。
- GameOver: POWが0になったプレイヤーキャラが天使に連れて行かれる、ちょっと間の抜けた曲。
- RAP Test（未使用曲）： OKI RAPと同じくサンプリングを多用したラップ曲。「Hic!」の合いの手がベースを刻んでいる。

## 移植作品
特記がないものはセガ発売。
ダブルターゲット シンシアの眠り（セガ・マークIII版）
1987年に発売。国内販売版ではタイトルが変更し、ゲームデザインも微妙に変わった。ストーリーも「スペースコロニー09に眠る王妃シンシアの棺をエイリアンから護るために、銀河救護隊が出動する」という内容になっている。全6ステージ。海外ではアーケード版と同じ『QUARTET』のタイトル名で発売された。
基本的にはサイドスクロールのアクションゲームでボスを撃破して鍵を取って脱出するルールはアーケード版を踏襲している。ただし、アーケード版とは以下の点で相違が見られる。
- 4人同時プレイは不可。操作キャラクターは最大2人で、1Pがマリ、2Pがエドガーとキャラが固定されておりリーとジョーは登場しない。
- マリのデザインが、ボブカットのショートパンツ姿から、ポニーテールのスリット入りミニスカート姿にアレンジされている。
- POW値がレベルメーターという表記になり、10,000からのスタートとなる。残機制で、初期は3人である。アーケード版にはない、落とし穴やトラップなどの即死箇所が存在する。
- ショットパワーや能力値を引き上げるアイテムが出現しない。また出てくるアイテムは、JET ENGINE,STOP ENEMIES,DESTROY ENEMIES,SHIELD/+POWER の4種類と少ない。
- ショットについては2人とも2連射のショットからスタートし、ラウンドクリア後のセレモニーで一定得点を得ていると階級が上がり、最大4段階にパワーアップする。
- 2面以降は表ステージと裏ステージが存在し、行き来するためのワープドアが設けられている。
- 1～5面にはスターパワーというアイテムが存在し、これを5個集めないと最終ステージの6面に進む事が出来ず、不足した場合は足りない分ステージを戻される。スターパワーはボスを撃破しただけでは登場しないこともあるため、ボスを撃破するのと平行で探し出す必要がある。
- 最終ステージではラスボスが登場、ラスボスをクリアするとエンディングになる。

PlayStation 2版
2005年10月27日発売のセガエイジス2500シリーズVol.21に収録。「SDI」とのカップリングになっている。アーケード版とセガマークIII版が同梱されており、PlayStation専用マルチタップをコントローラー2側に接続することでカルテット仕様に、接続しないとカルテット2仕様になる。また、アーケード版発売当時にセガ直営のゲームセンターで配布されていた「ゲームフラッシュ(1)」を取扱説明書に添付。ゲーム中にアーケード版未使用SYSTEM16版BGMを2曲収録。
カルテット2（アストロシティミニ版）
セガトイズより2020年12月17日に発売された復刻系ゲーム機「アストロシティミニ」にプリインストール収録。テーブル筐体版の「カルテット2」をほぼ完全な形で移植している。ゲーム機全体のシステム機能として、いわゆる「どこでもセーブ」（ステートセーブ）機能も実装されている。
アストロシティミニ本体にはコントローラーが1P分しか備わっていないため、2人同時プレイをするには別売りされている専用の、コントロールパッドやジョイスティックが必要。

## トピックス
- AMショーバージョンではリーの名前が"TOMMY"となっていた。またマリの綴りも"MARY"ではなく"MARI"となっていた。
- 発売当時、セガ直営のゲームセンターにて本作のゲーム進行を漫画と共に解説する冊子「ゲームフラッシュ①」が配布された。マリのヘアースタイルがおかっぱになっているなどの違いがある。なお①となっているが②以降の冊子は存在しない。

## 他作品への使用例・影響
本作のURC版筐体は、その後セガ社内において3人同時プレイ用筐体として使いまわされた。

### BGMの流用・アレンジ
本作の楽曲のうち「OKI RAP」と「FM Funk」は、後にセガから発売された『スパイダーマン ザ ビデオゲーム』（1991年9月、アーケード）で流用された。
また、2010年6月に稼働を開始した『初音ミク Project DIVA Arcade』では、「Quartet Theme」に歌詞を付ける等のアレンジを施した「多重未来のカルテット -Quartet Theme-」が実装された。のちに同楽曲は『初音ミク -Project DIVA Arcade- Original Song Collection Vol.2』に収録されている。